# Hoofdpostkantoor (Haarlem)
Het voormalig Hoofdpostkantoor van Haarlem is een gebouw in het het centrum van de Noord-Hollandse stad Haarlem. Het gebouw is gelegen op een perceel tussen de Raaks, Gedempte Oude Gracht en de Zijlstraat. Het gebouw diende als hoofdpostkantoor en werd speciaal voor dit doel gebouwd in de jaren 1919-1920 naar ontwerp van architect Joop Crouwel. Eerdere locaties, zoals Zijlstraat 70-74 bleken te klein voor de groeiende postdiensten.

## Geschiedenis
Het gebouw werd op 10 april 1922 in gebruik genomen als hoofdpostkantoor en diende tevens als zetel voor de directie van het postdistrict Haarlem. In 1986 verhuisden de postdiensten naar een nieuw expeditieknooppunt aan de Westergracht, waardoor het zijn functie als hoofdpostkantoor en directiezetel verloor. Desondanks bleef het gebouw tot 3 december 2009 in gebruik als postkantoor. Na de sluiting kreeg het pand diverse functies, waaronder die van gemeentelijke loketten. Na een periode van leegstand werd het in de periode 2011-2014 grondig gerenoveerd en grotendeels in de oorspronkelijke staat hersteld naar ontwerp van Max van Aerschot Architect. Sindsdien huisvest het de sportschool SportCity en met ingang van 4 november 2014 het Stadskantoor Zijlpoort.

## Architectuur
Het voormalig hoofdpostkantoor is een voorbeeld van de Amsterdamse School, gekenmerkt door expressieve baksteenarchitectuur en sculpturale ornamenten. Het ontwerp van Joop Crouwel omvat robuuste vormen en decoratieve elementen, waaronder natuurstenen sculpturen van beeldhouwer H.A. van den Eijnde. Deze gevelversieringen versterken het monumentale karakter van het gebouw. Het pand heeft echter geen monumentale bescherming.